# Sifflet (navire)
Pour l’article homonyme, voir Sifflet.

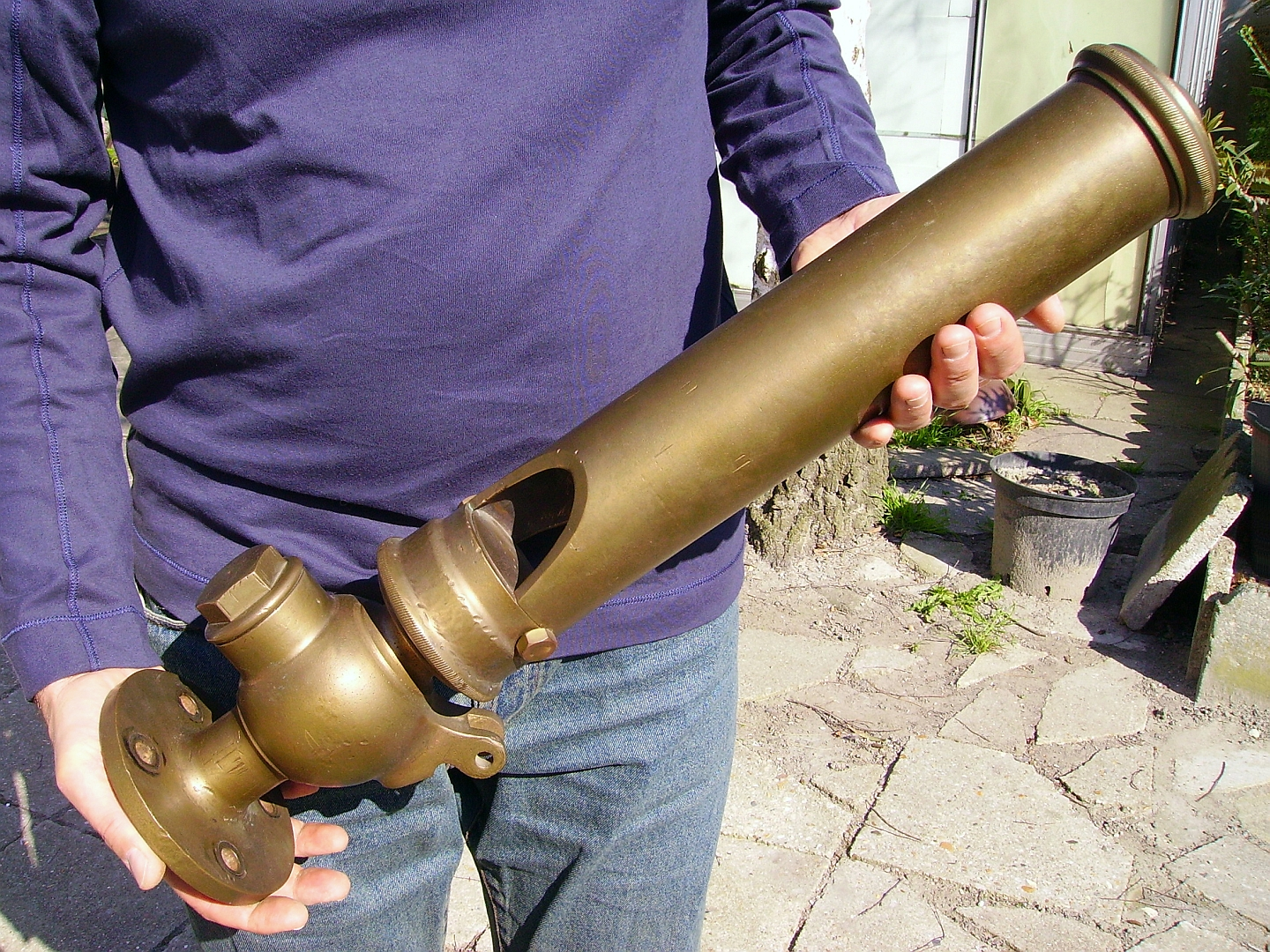
Un sifflet de navire à vapeur, à double encoche en biseau.

Le sifflet fait partie du matériel de signalisation sonore d’un navire.
Obligatoire pour les navires de plus de 12 m, il ne s’agit pas d’un instrument de bouche, mais d’un appareil fixe devant répondre à des critères de niveau sonore, de portée et de fréquence qui sont réglementés.
Le vrai sifflet, comme l’instrument de musique, contient un biseau généralement mis en vibration par de la vapeur sous pression. Cependant, dans la réglementation, le terme est générique et désigne également une sirène ou un appareil équivalent.
Ses caractéristiques et ses cas d’emplois sont précisés dans le Règlement international pour prévenir les abordages en mer.

## Cas d’emploi

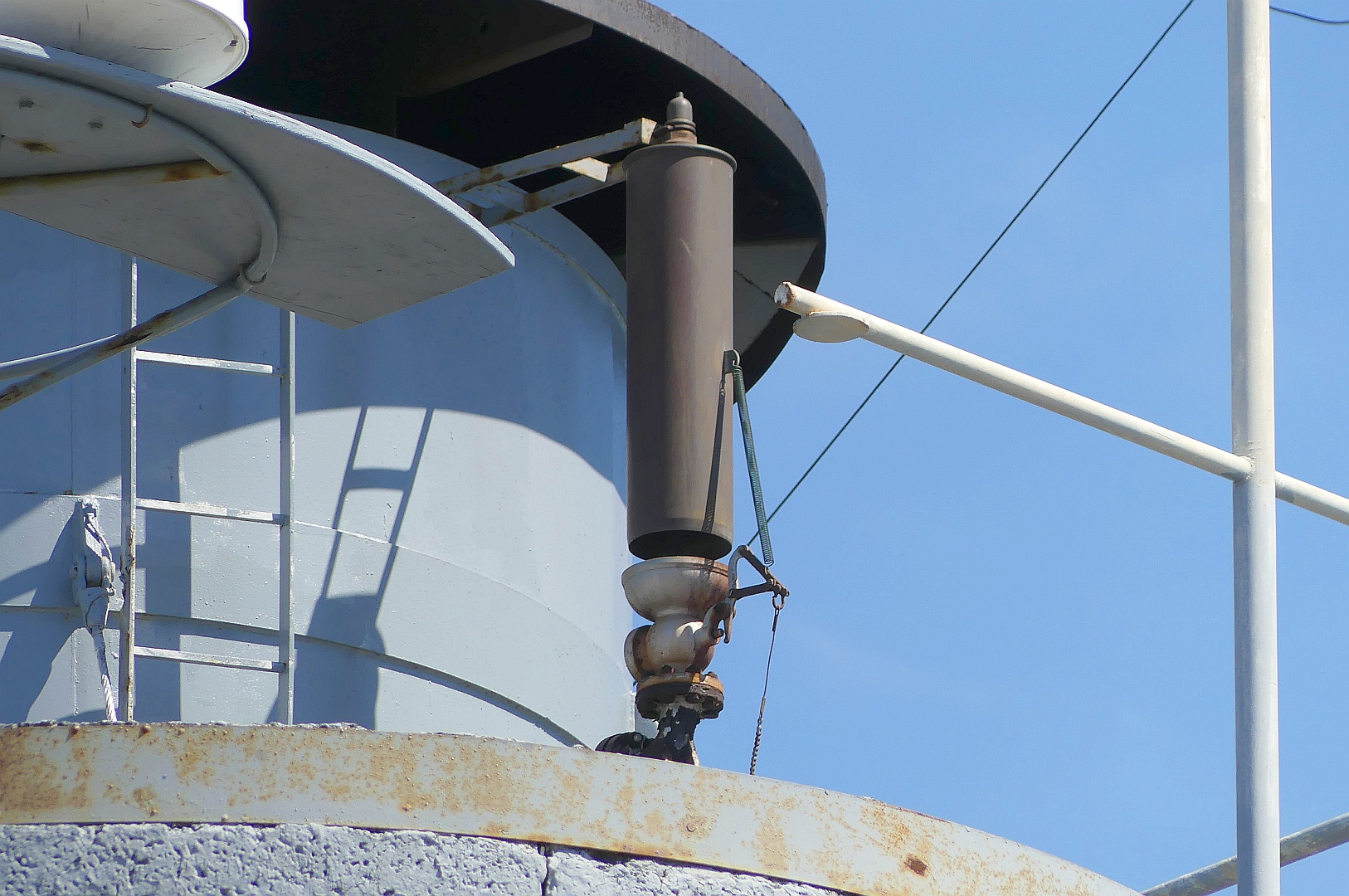
Le sifflet à vapeur du Liberty ship Jeremiah O'Brien.

Les manœuvres de changement de direction ou d’arrêt d’un navire sont lentes et peuvent prendre plusieurs minutes.
Il est donc particulièrement important qu’un navire signale ses intentions aux autres navires qui sont en vue, et un code de signaux sonores et lumineux a été mis au point pour indiquer les manœuvres et les changements d’allure.
C’est au moyen du sifflet que les navires à propulsion mécanique vont émettre ces signaux. Notamment :
- un son bref ( = E ) : « Je viens sur tribord » ( = pavillon E ) ;
- deux sons brefs ( = I ) : « Je viens sur bâbord » ( = pavillon I ) ;
- trois sons brefs ( = S ) : « Je bats en arrière » ( = pavillon S ) ;

Les signaux au sifflet pourront être répétés plusieurs fois, tant que dure la manœuvre, si cela s’avère nécessaire.
Lorsqu’un navire a des doutes sur les intentions d’un autre navire, c’est également au moyen du sifflet qu’il va émettre un signal demandant de faire préciser la manœuvre en cours (minimum cinq sons brefs).
De plus, un navire échoué peut émettre au sifflet un signal approprié.

## Caractéristiques techniques
La fréquence fondamentale du son émis par le sifflet doit être comprise entre 70 et 700 Hz, et d’autant plus grave que le navire est grand.
| Longueur du navire | Fréquence          | Portée (milles) |
| ------------------ | ------------------ | --------------- |
| Plus de 200 m      | entre 70 et 200 Hz | 2,0             |
| De 75 à 200 m      | entre 70 et 200 Hz | 1,5             |
| De 20 à 75 m       | entre 205 à 700 Hz | 1,0             |
| Moins de 20 m      | entre 205 à 700 Hz | 0,5             |

Le sifflet doit être installé de façon qu’aucune partie du navire ne constitue un obstacle à la propagation du son ; il est installé le plus haut possible pour atteindre le maximum de portée, tout en gardant un niveau sonore propre à ne pas présenter de danger pour l’appareil auditif des membres de l’équipage.

### Autres sources
- Règlement international pour prévenir les abordages en mer, Partie D et annexe III